# Niciano Grootfaam
Niciano Grootfaam (10 februari 2001) is een Nederlands voetballer die als verdediger speelt.

## Clubcarrière
Grootfaam speelde in de jeugd van Zeeburgia, Almere City FC, AFC Ajax en FC Utrecht. In juli 2021 keerde hij terug in Almere, om aan te sluiten bij de Onder 21. In het seizoen 2021/22 zat hij al een aantal keer bij de selectie van het eerste elftal, maar tot een debuut kwam het niet.
Op 25 juni 2022 tekende hij een contract tot 30 juni 2023 met een optie op verlenging met één jaar bij Almere City FC. Op 5 augustus 2022 maakte hij zijn debuut in de Eerste divisie in de uitwedstrijd tegen VVV Venlo.